# تیم ملی فوتبال زیر ۲۳ سال استونی
تیم ملی فوتبال زیر ۲۳ سال استونی (انگلیسی: Estonia national under-23 football team) نماینده کشور استونی در مسابقات فوتبال  زیر ۲۳ سال اروپا و جهان است که زیر نظر اتحادیه فوتبال استونی فعالیت می‌کند.